# 上町および中坪 (小名浜)
上町（かみちょう）および中坪（なかつぼ）は福島県いわき市小名浜にある字名「上町」および「中坪」のことであるが、小名浜のソープランド街はこの付近を指す。吉原や堀之内に比べ規模は小さいが、東北では有数のソープ街であり赤線地帯の名残である。

## 交通
- JR常磐線 泉駅
- JR常磐線・磐越東線 いわき駅

## 周辺
- 福島臨海鉄道小名浜駅（旅客営業は1972年に廃止、貨物営業のみ）
- 小名浜港
- いわき小名浜みなとオアシス
- いわき･ら･ら･ミュウ

## 性風俗産業
- 業界団体としていわき特殊浴場協会があり、加盟店数は20店舗ほど。